# Stelis thermophila
Stelis thermophila är en orkidéart som beskrevs av Rudolf Schlechter. Stelis thermophila ingår i släktet Stelis och familjen orkidéer. Inga underarter finns listade i Catalogue of Life.